# 22991 Джефрейклус
22991 Джефрейклус (22991 Jeffreyklus) — астероїд головного поясу, відкритий 4 листопада 1999 року.
Тіссеранів параметр щодо Юпітера — 3,575.